# سلو ایمنی ۸ مارتا
سلو ایمنی ۸ مارتا (انگلیسی: Selo imeni 8 Marta) یک شهرک در شهرستان یرمکیفسکی استان باشقیرستان کشور روسیه است.